# Petrčane
Petrčane (do roku 1981 Donje Petrčane, italsky Peterzane) je vesnice a přímořské letovisko v Chorvatsku v Zadarské župě, spadající pod opčinu města Zadar. Nachází se asi 5 km severozápadně od Zadaru. V roce 2011 žilo ve vesnici trvale 601 obyvatel, během letní sezóny se tento počet ale výrazně zvyšuje.
Petrčanem prochází silnice D306. Sousedními vesnicemi jsou Kožino a Zaton.